# Хофман, Рихард (футболист)
Рихард Хофман (нем. Richard Hofmann; 2 февраля 1906, Меране — 5 мая 1983, Фрайталь) — немецкий футболист, нападающий.

## Карьера
До 1928 года играл в клубе «Меране 07» из родного города, после чего перешёл в «Дрезднер». С конца 1920-х годов выступал за сборную Германии, составляя на левом фланге нападения дуэт с Людвигом Хофманом из «Баварии». Участник Олимпийских игр 1928 года, где сделал хет-трик в матче против команды Швейцарии (4:0) и отличился одним забитым мячом в четвертьфинальной игре против Уругвая (1:4). В матче против уругвайцев был удалён вместе с партнёром по команде Хансом Кальбом, за что от немецкой футбольной федерации получил годичную дисквалификацию на игры за сборную. В 1929 году, вернувшись в сборную, забил три мяча в матче против Швеции.
В феврале 1930 года в автомобильной аварии потерял правое ухо, после этого играл с повязкой на голове. В мае 1930 года провёл два мяча в ворота сборной Швейцарии (5:0), вскоре отметился хет-триком в берлинском матче против сборной Англии, завершившимся со счётом 3:3.
В 1933 году был исключён из сборной, на этот раз — пожизненно, за рекламную сделку с табачной компанией. Продолжал играть за клуб «Дрезднер» до 40 лет. Позже был тренером молодёжной команды ГДР.
Всего за неменцкую сборную сыграл 25 матчей, забив в них 24 гола. Отличался сильным ударом с обеих ног.
Стадион в Меране назван именем Рихарда Хофмана (Richard-Hofmann-Stadion).
Сын Бернд (1941—2013) — также футболист, играл за дрезденское «Динамо».

## Достижения
- Чемпион Германии: 1943, 1944
- Вице-чемпион Германии: 1940
- Обладатель Кубка Германии: 1940, 1941